# Time to Move
Time To Move è l'album di debutto della band tedesca H-Blockx, pubblicato nel 1994.

## Tracce
1. Pour Me A Glass - 4:18
2. Revolution - 4:40
3. Say Baby - 3:17
4. Move - 4:57
5. Fight The Force - 4:19
6. Little Girl - 4:47
7. Risin’ High - 3:57
8. H-Blockx - 2:40
9. Real Love - 3:29
10. Do What You Wanna Do (Dave Don't Like It) - 4:52
11. Go Freaky - 2:54
12. Fuck The Facts - 4:03
13. Time To Fight - 2:15

### Altre versioni
Esiste una versione limitata dell'album in versione digipak, contenente un bonus CD con le seguenti tracce:
1. Move The Radio
2. Move The Club
3. Move Your Ass
4. H-Blockx

## Formazione
- MC-H (Henning Wehland): voce
- Dave (Dave Gappa): voce
- Gudze (Stephan Hinz): basso
- Tim (Tim Tenambergen): chitarra
- Mason (Johann-Christop Maass): batteria